# Xujiahui

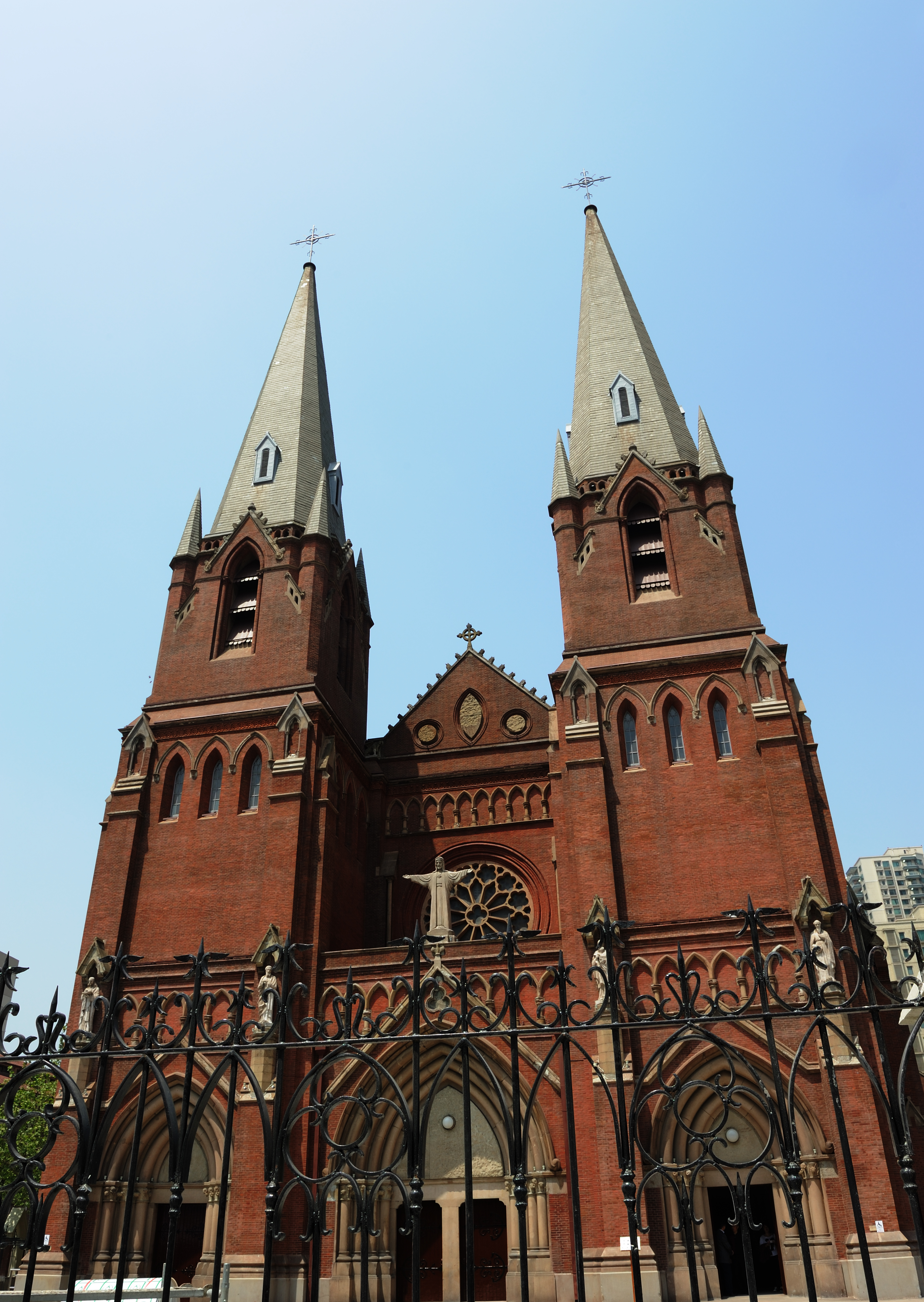
Cathédrale Saint-Ignace, construite par les jésuites français.

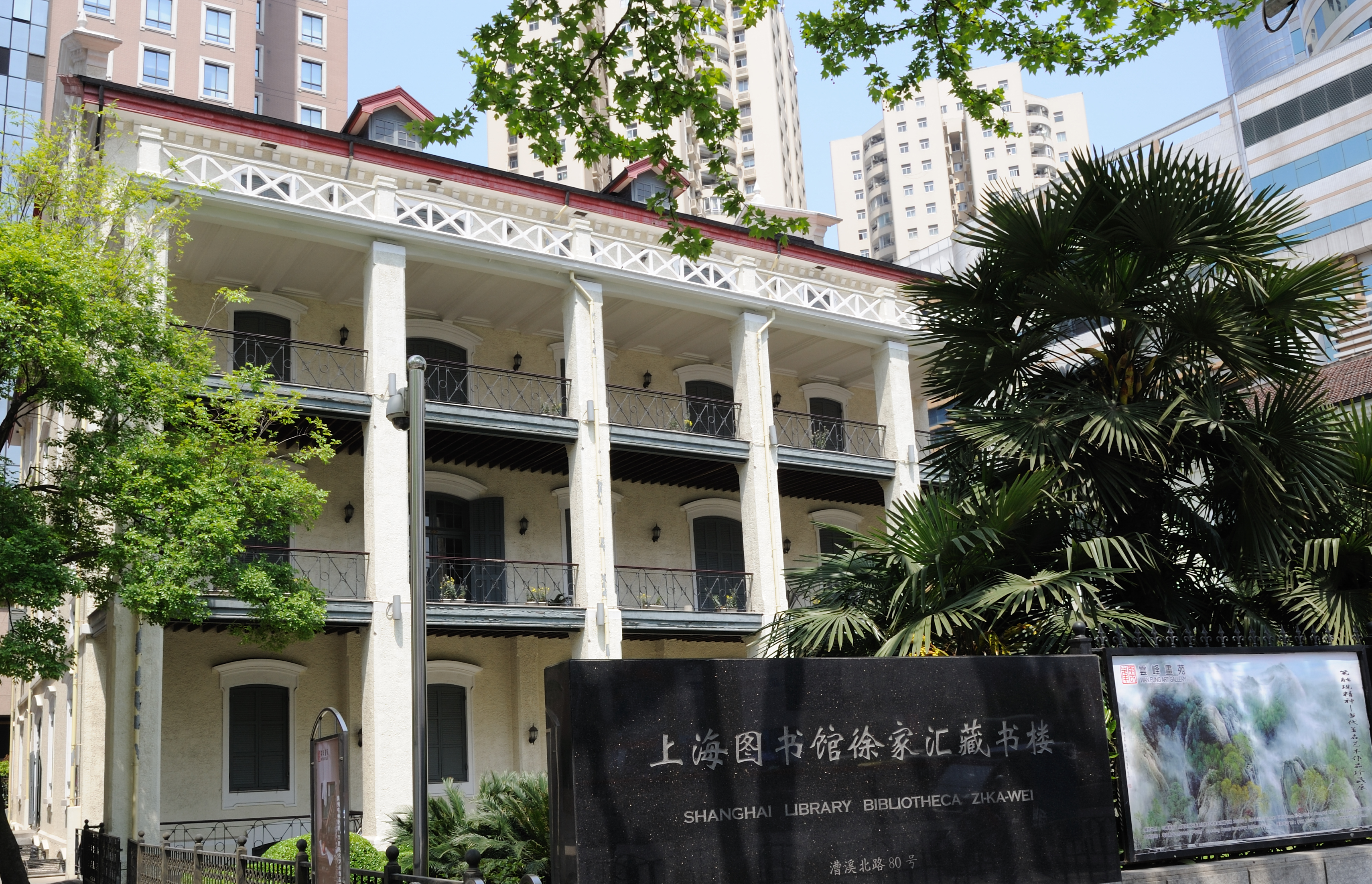
Vue de la bibliothèque de Zi-Ka-Wei, construite par les jésuites Angelo Zottoli et Henri Havret, aujourd'hui monument protégé

Xújiāhuì 徐家汇 (en shanghaïen: Ĵīkàŭē) est un quartier du district de Xuhui de Shanghai, la plus grande ville de République populaire de Chine. Zhang Chongren, qui fut à l'origine du personnage de Tchang dans les aventures de Tintin, est originaire de ce quartier, où se trouvait la mission des jésuites français et qui était à la limite de la concession française de Shanghai.

## Origine du nom
Xujiahui signifie en mandarin « domaine de la famille Xu à la jonction des deux rivières ». C'est à cette famille qu'appartenait Xu Guangqi (1560-1633, autrefois Hsu Kouang-tchi en français) l'un des lettrés chinois converti au catholicisme des plus célèbres de l'histoire de Chine, qui fut baptisé par Matteo Ricci. 
Ces terrains étaient donc la propriété de cette famille avec quelques fermes, des jardins et nombre de bâtiments. Ses descendants firent donc don de vastes terrains à l'Église catholique dans les années 1840. Le dialecte shanghaïen de la langue Wu prononce l'endroit comme « Zi-ka-wei », et c'est ainsi que les ouvrages de l'époque (et nombre de guides touristiques actuels) y font référence. Sa variante anglaise est « Ziccawei ».

## Historique
C'est en 1842 que trois jésuites français arrivent ici, ouvrant la première mission jésuite en Chine depuis leur expulsion de l'empire céleste au XVIIIe siècle. Les descendants de Xu Guangqi entretenaient ici une petite chapelle catholique près de la tombe de leur ancêtre et offrent donc une partie de leur domaine aux prêtres qui construisent en mars 1847 une église et ouvrent le premier collège catholique de Chine, le collège Saint-Ignace pour les garçons, au sud de ce qui deviendra la concession française, et qui lui sera aggloméré pendant un certain temps. Les bâtiments sont encore visibles au no 68 de la rue Hongqi et abritent maintenant une école secondaire d'État.  
L'endroit à l'époque des jésuites est alors marécageux avec quelques maisons, mais le collège accueille en pension les fils de meilleures familles de lettrés chinois. Joseph Ma Xiangbo, qui fut à l'origine de l'université l'Aurore et ses frères, y font leurs études. Il y a douze élève la première année, et quatre-vingt-deux, dix ans plus tard. Le quartier se construit et devient un endroit résidentiel.  
Les jésuites ouvrent une école primaire et une imprimerie (T'ou-Sè-Wè, fameuse notamment pour ses publications des variétés sinologiques) qui s'agrandit au début du XXe siècle et font aussi construire un observatoire et une bibliothèque, la bibliothèque de Zi-ka-wei, pour les sinologues et les chercheurs, sous la direction des PP. Angelo Zottoli et Henri Havret. C'est aujourd'hui un monument protégé.  
Les pères ouvrent aussi un orphelinat, des ateliers de sculpture sur bois, de charpentiers et de menuisiers (pour le mobilier d'église, mais pas uniquement). Plus tard, ils décident de la construction d'une cathédrale néogothique consacrée à saint Ignace de Loyola, leur fondateur, qui remplace leur ancienne église construite en 1847 et devenue trop petite. 

### Collection Heude
Le ministre des Affaires étrangères Drouyn de Lhuys décide en 1868 d'approcher les jésuites pour constituer une collection de faune et de flore, et ceux-ci envoient le P. Pierre Heude et le P. Courtois de leur mission du Kiang-nan à Zi-ka-wei. Le P. Heude va parcourir la Chine pendant les premières années pour constituer ce qui devient le museum de Zi-Ka-Wei rassemblant une collection exceptionnelle. 
Le museum est officiellement inauguré par Mgr Languillat le 10 août 1872 et dirigé par le P. Heude. Il devient correspondant du museum d'histoire naturelle de Paris et parcourt la région du Yangtsé, explore l'ouest et le nord. Il va ainsi amasser une collection remarquable, jusqu'à sa mort en 1902. La collection, entretemps exploitée et augmentée par d'autres chercheurs, déménage en 1933 dans un grand bâtiment Art déco, spécialement construit toujours visible aujourd'hui et qui faisait partie des terrains de l'université l'Aurore.

### Jardin Notre-Dame
Le Sheng Mu Yuan (jardin Notre-Dame) est un vaste complexe hospitalier qui jouxte Xujiahui construit par les Sœurs auxiliatrices d'Eugénie Smet, arrivées à la demande des jésuites en 1867. Quatorze bâtiments hospitaliers sont bâtis, pour lesquels travaillaient plus de mille personnes, ainsi qu'un couvent, un noviciat, une école de sourds-muets, une crèche, des ateliers de broderie, de couture et de buanderie et, au milieu du vaste jardin, la prestigieuse école de l'« Étoile du Matin » qui enseignait à l'occidentale les filles des familles chinoises fortunées, dont la pension servait à financer l'orphelinat.

### Après 1949
L'arrivée au pouvoir des communistes met fin à l'existence des congrégations religieuses européennes, qualifiées d'impérialistes et de bourgeoises. Lorsque l'armée populaire de libération s'empare de Shanghai, la plupart des jésuites ont fui pour Macao ou Manille. Ceux qui restent sont emprisonnés, comme le futur cardinal Ignatius Kung Pin-mei qui passe plusieurs décennies aux travaux forcés, ou bien sont exécutés. La plupart des bâtiments sont convertis en fabriques ou en usines, jusque dans les années 1990, date à partir de laquelle la spéculation immobilière transforme le quartier avec la construction de hautes tours.

## Aujourd'hui

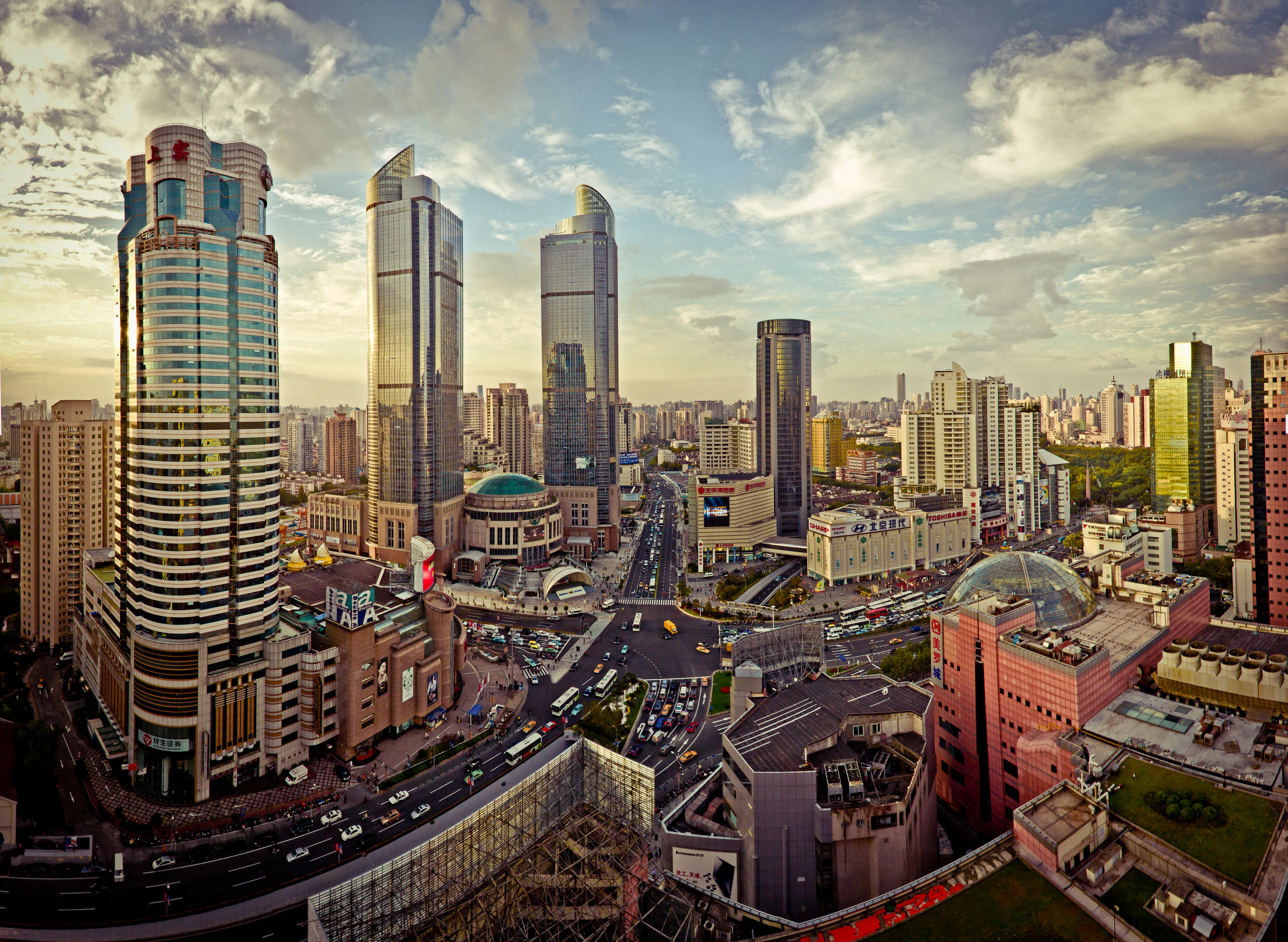
Vue du centre de Xujiahui en octobre 2010

Le quartier de Xujiahui est un quartier commercial très actif, notamment pour les produits hi-tech et informatiques. Beaucoup d'édifices anciens ont été démolis, sauf certains présentant un intérêt historique. Le principal est la cathédrale, qui avait été transformée en entrepôt sous l'ère Mao, et qui a gardé les bâtiments attenants, notamment la bibliothèque, toujours active. 
A deux pas de la cathédrale, le joli petit parc Guangqi a été achevé en 2002. Il abrite un tumulus dédié à Xu Guangqi, et plusieurs sculptures évoquant son œuvre. Juste à côté, un petit musée (entrée libre) retrace son œuvre ainsi que celle des Jésuites en Chine. Le conservatoire de musique de Shanghai se trouve à proximité.
L'observatoire astronomique de Xujiahui a été déplacé au début du XXe siècle, pour des raisons de pollution urbaine. Il est situé depuis lors sur la colline de Sheshan, à 30 minutes à l'ouest de Shanghai.

## Monuments et tourisme
- Cathédrale Saint-Ignace, appelée aussi « cathédrale de Xujiahui », construite par les jésuites français,
- Parc Guangqi, où repose Xu Guangqi,
- Musée de Tushanwan
- Parc Xujiahui

## Galerie d'images

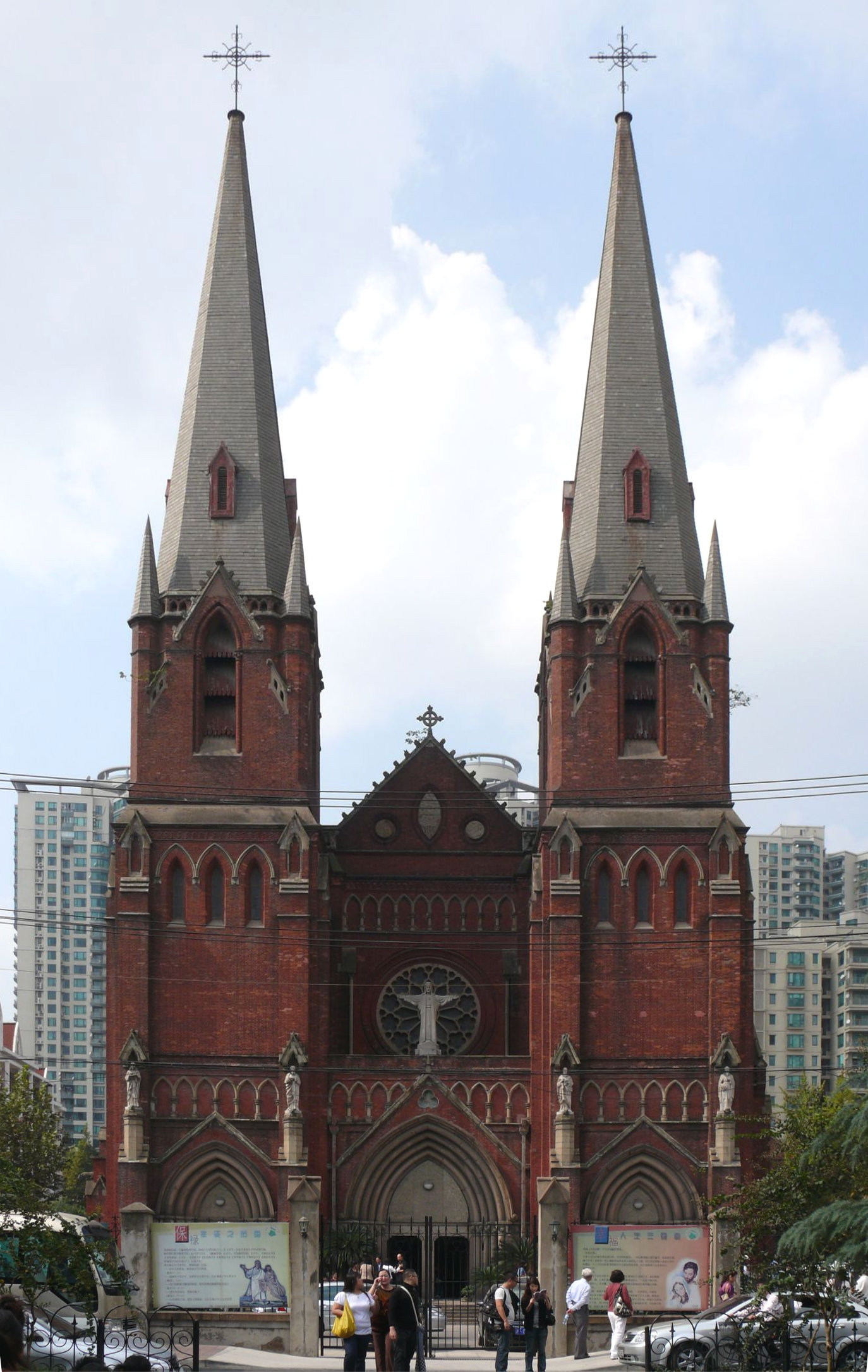
La cathédrale Saint-Ignace
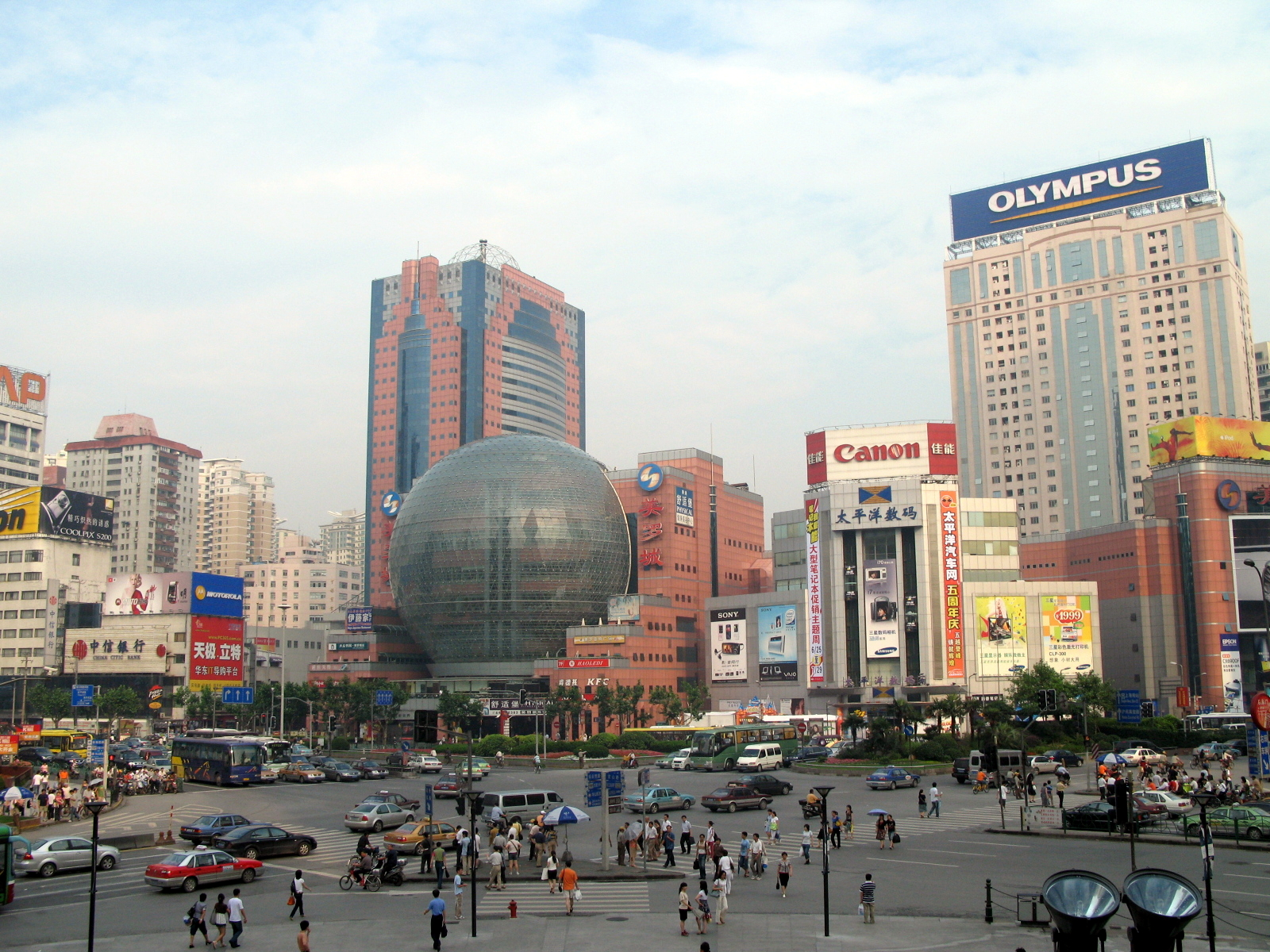
Vue de Xujiahui
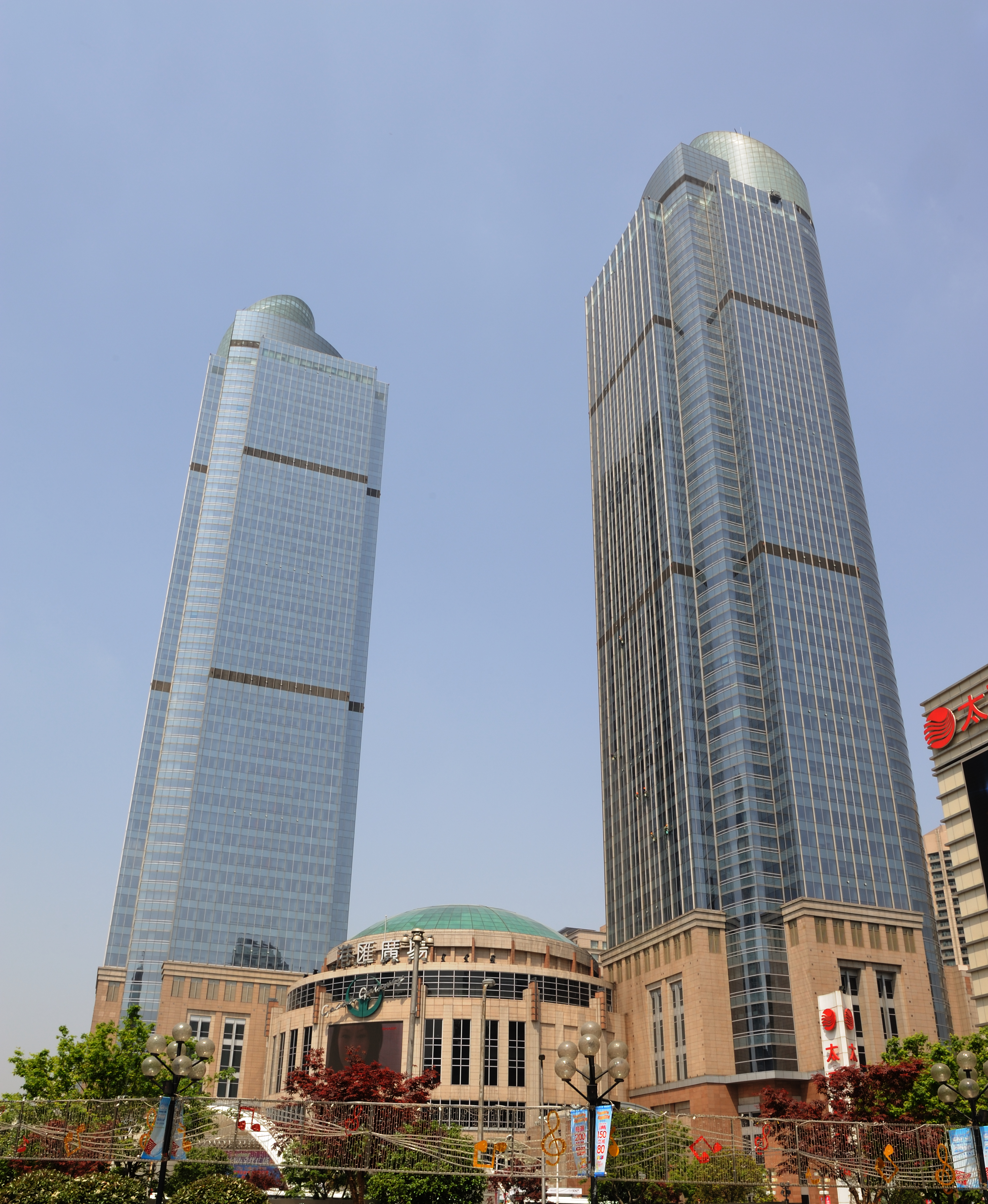
Le « Grand gateway » de Xujiahui
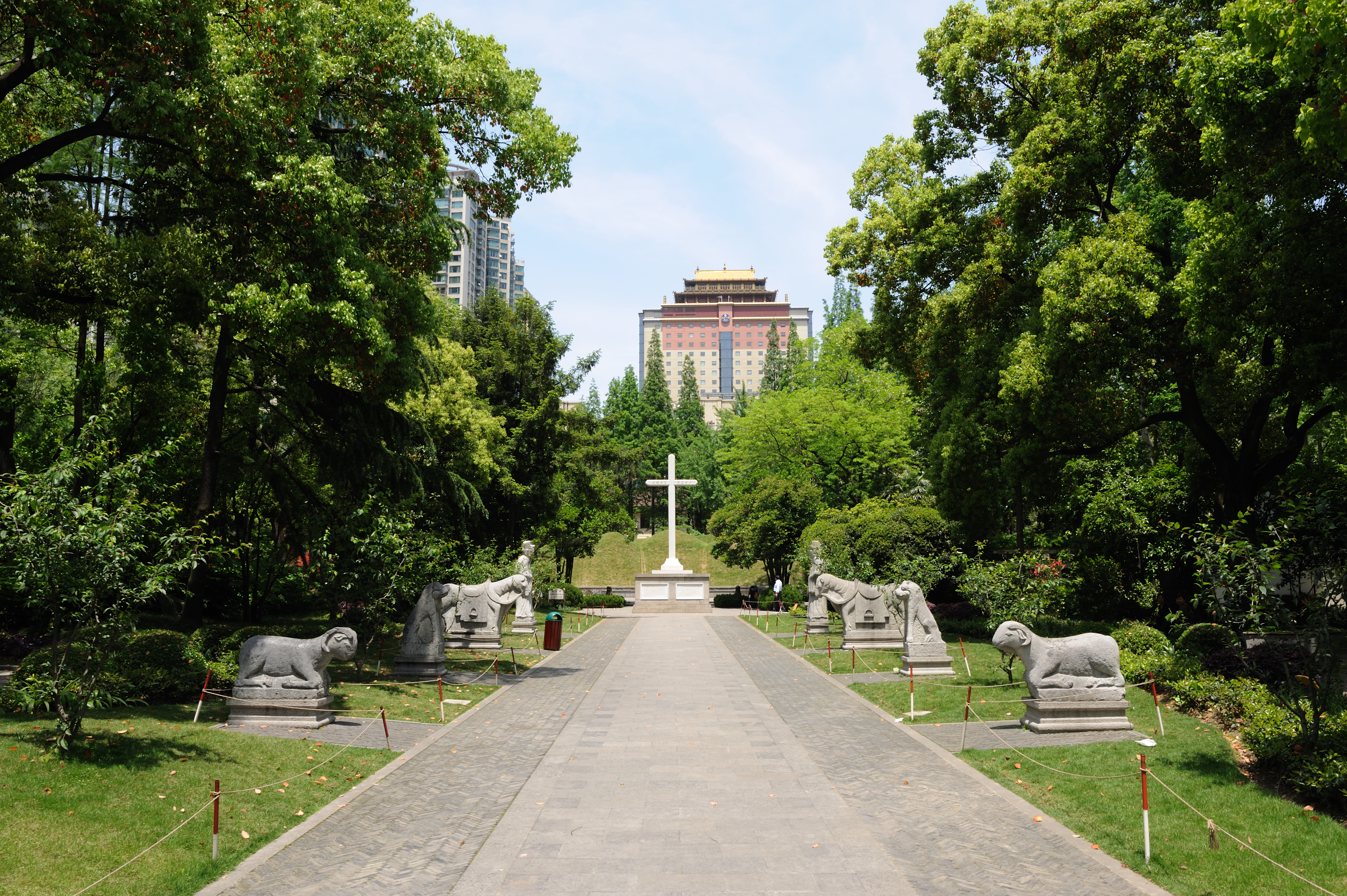
Le parc Guangqi

## Transports
Les ligne 1, ligne 9, et ligne 11 du métro de Shanghai desservent Xujiahui.